# Partido Mexicano de los Trabajadores
Die Partido Mexicano de los Trabajadores (PMT) war die linkspolitisch ausgerichtete Mexikanische Arbeiterpartei, die 1984 offiziell registriert wurde. Die PMT schloss sich 1987 mit der Partido Socialista Unificado de México (PSUM) zusammen und ging mit ihr 1988 in der  Partido Mexicano Socialista (PMS) auf.
Die Ursprünge der Partei gingen zurück auf die Studentenbewegungen 1968, insbesondere auf das Massaker von Tlatelolco. Damals schlossen sich namhafte Intellektuelle und Sozialisten wie die spätere PMT-Hauptfigur Heberto Castillo sowie Carlos Fuentes, Octavio Paz und Luis Villoro zum Comité Nacional de Auscultación y Coordinación zusammen, aus dem 1975 die Arbeiterpartei PMT entstand. Nach der offiziellen Zulassung als politische Partei Mitte der 1980er-Jahre nahm die PMT 1985 an den Regierungswahlen teil.